# Mustafa al III-lea
Mustafa al III-lea (n. 28 ianuarie 1717, Edirne Palace⁠(d), Edirne, Turcia – d. 21 ianuarie 1774, Constantinopol, Imperiul Otoman, Turcia) a fost între 1757 - 1774, sultan al Imperiului Otoman. El a fost fiul lui Ahmed al III-lea. Mustafa a fost un monarh energic care a căutat să modernizeze armata otomană. Această politică provoacă nemulțumirea ienicerilor și imamilor. În timpul lui a luat ființă academia de matematică, navigație și științe naturale. Mustafa fiind conștient de slăbirea puterii trupelor otomane, caută evitarea războaielor. Însă după anexarea de către Ecaterina cea Mare a peninsulei Crimeea, declară război Rusiei, urmarea fiind Războiul Ruso-Turc din 1768–1774.